# Dundee, New York
Dundee är en by i Yates County, New York, USA. Befolkningen uppgick till 1 690 personer vid folkräkningen år 2000. Namnet togs från Dundee, staden i Skottland med 160 000 invånare.
Byn ligger i regionen Finger Lakes i upstate New York mittemellan städerna Elmira och Geneva.